# KN-628
Tàu KN-628 thuộc biên chế của Chi cục Kiểm ngư vùng III, Cục Kiểm ngư Việt Nam. Tàu nằm trong đội tàu của Việt Nam ra Quần đảo Hoàng Sa ngăn chặn Trung Quốc trong Vụ hạ giàn khoan Hải Dương 981.

## Hoạt động
Vụ hạ giàn khoan Hải Dương 981:
Tàu KN-628 là một trong những tàu xuất phát ra thực địa sớm nhất, dũng cảm tiến vào khu vực cách giàn khoan Hải Dương 981 chỉ 2,7 hải lý để thực thi pháp luật.